# 立花淳一
立花 淳一（たちばな じゅんいち、1959年9月4日 - ）は、日本の歌謡曲の歌手。1984年/1985年のヒット曲「ホテル」や、五月みどりの3度目の夫だったことで知られる。

## 経歴
東京都品川区出身。1981年、正木一郎という芸名でRVCから「帰ってきたよ」をリリースし、歌手デビュー。
1984年にテイチクから発売された「ホテル」（なかにし礼・作詞、浜圭介・作曲）が80万枚を越える最大のヒット作となったとされる。立花は、この曲で1985年上半期の有線放送大賞最優秀新人賞を受賞した。
1985年に20歳年上の五月みどりと結婚、年齢の違いなどが話題となったが、立花の浮気が発覚して2年で離婚に至った（五月みどり#結婚歴、参照）。
1988年には、韓国歌謡のカバーを集めたアルバム『立花潤一が歌う韓国メロディー決定盤』をテイチクから出したが、その後はレーベルを移り、センチュリーレコード、オリエントレコードからレコードを出した。
再婚を機に1990年代前半から大阪に定住して関西ローカルで活動し、一時期は吉本興業に所属していた。2010年にホリデージャパンに移り、芸名を川本一市と改め「人生（ゆめ）八分酒八分」をリリースしたが、依然として「ホテル」のイメージが強く、2012年3月に、元の立花淳一に戻した。近年ではサンテレビジョンの『生×カラ!TV』などに出演している。

## ディスコグラフィー

### シングル

#### 正木一郎
- 帰ってきたよ（1981年、RVCレコード）
- あなたについて行く（1982年、RVCレコード）

#### 立花 淳一
- ホテル（1984年2月21日、テイチクレコード、RE-622）
- ノムハムニダ～あんまりです～／哀愁のセレナーデ（1984年、テイチクレコード、RE-656）
- 別れ写真／もしも（1985年8月21日、テイチクレコード、RE-677）
- ロマンス／別れるなら今夜（1986年、テイチクレコード、RE-712）
- 雪桜／あまえて欲しい（1986年、テイチクレコード、RE-735）
- 日陰華（1994年、センチュリー）
- 俺の花（1998年、オリエント）

#### 川本一市
- 人生（ゆめ）八分酒八分（2010年、ホリデージャパン）